# Resultados do Carnaval de Manaus em 2011
Resultados do Carnaval de Manaus em 2011.

## Grupo Especial
| Pos | Escola              | Enredo | Pontos |
| --- | ------------------- | --- | ------ |
| 1   | Reino Unido         | Num Reino de Maravilhas e Esplendor, a Mulher é deusa, guerreira, sedutora e bela, luz que não se apaga                | 269.9  |
| 2   | Aparecida           | Um Facho de Luz...Um Renascer na Floresta                                                                              | 268.3  |
| 3   | A Grande Família    | Singrando em Rios, Lagos e Paranás...Vou Contar a Minha História                                                       | 268.2  |
| 3   | Sem Compromisso     | Marta Falcão, A Guerreira Amazônida                                                                                    | 268.2  |
| 5   | Unidos do Alvorada  | Da palha ao ouro, Alvorada meu tesouro                                                                                 | 265.3  |
| 6   | Vitória Régia       | A Praça 14 Canta e Encanta em Verde e Rosa a História do Teatro Amazonas                                               | 264.2  |
| 7   | Coroado             | Carnavais de Manaus: Dos Bailes de Salão à Passarela do Samba, Mocidade Vem Coroar Com Festa, Folia, Fantasias e Samba | 263.7  |
| 8   | Balaku Blaku        | Do divino ao profano. Na vida e na morte. Do natural ao artificial. A força mais poderosa do universo: Luz             | 257.0  |
| 9   | Andanças de Ciganos | Flor Matizada que deu origem a Manacapuru, hoje princesinha do Solimões                                                | 255.45 |
| 10  | Presidente Vargas   | Uma homenagem amazônica aos 50 anos da Capital do Brasil                                                               | 252.3  |

|  |                                                                                       |
|  | Campeã do Carnaval 2011 e classificada para o Desfile das Campeãs de 11 de Março      |
|  | Vice-Campeã do Carnaval 2011 e classificada para o Desfile das Campeãs de 11 de Março |
|  | Classificada para o Desfile das Campeãs do dia 11 de fevereiro                        |
|  | Rebaixada para o Grupo de Acesso A em 2012                                            |

## Grupo de Acesso
| Pos | Escola                    | Enredo                                                                             | Pontos |
| --- | ------------------------- | ---------------------------------------------------------------------------------- | ------ |
| 1   | Dragões do Império        | E Agora eu Vou... Ao Vivo e à Cores!                                               | 275.10 |
| 2   | Império da Kamélia        | Do Arco-da-Velha Coisas que o Vento Levou                                          | 262.9  |
| 3   | Mocidade da Raiz          | São Gabriel da Cachoeira - Sua Saga, Sua História...                               | 262.7  |
| 4   | Primos da Ilha            | São Francisco: Bairro de Fé, Cultura e Tradição...                                 | 261    |
| 5   | Acadêmicos da Cidade Alta | Thiago de Mello, Caboclo da Selva, o Poeta da Esperança                            | 260.8  |
| 6   | Unidos do Coophasa        | No Reino da Alegria brilham as Cores da Folia                                      | 260.6  |
| 7   | Beija-Flor do Norte       | Moysés Oliveira e os Dez Mandamentos do Samba                                      | 260.4  |
| 8   | Império do Hawaí          | Angelus Figueiras                                                                  | 255.4  |
| 9   | Meninos Levados           | Tuchaua: Da Lenda ao Guaraná                                                       | 250.9  |
| 10  | Ipixuna                   | Anamã, Terra Linda, Terra Amada. Onde Encontro meu Maior Tesouro: Minha Felicidade | 250.6  |
| 11  | Gaviões do Parque         | Carnaval - Apoteose do Povo!                                                       | 246.4  |
| 12  | Leões do Barão Açú        | Agitou                                                                             | 240.4  |

Em 2011, os Grupos A e B (formados em 2010) se juntaram formando um grupo único para reorganizar os Grupos de Acesso do Carnaval de Manaus. As demais escolas de samba desfilaram como Grupo B, com o campeonato valendo vaga para o novo Grupo de Acesso B em 2012.
|  |                                                                                         |
|  | Campeã do Grupo de Acesso do Carnaval 2011 e classificada para o Grupo Especial em 2012 |
|  | Classificada para o Grupo de Acesso A em 2012                                           |
|  | Classificada para o Grupo de Acesso B em 2012                                           |
|  | Classificada para o Grupo de Acesso C em 2012                                           |

## Grupo B
| Pos | Escola                 | Enredo                                                                       | Pontos |
| --- | ---------------------- | ---------------------------------------------------------------------------- | ------ |
| 1   | Vila da Barra          | Rio Solimões de Lendas e Mitos, Vila da Barra te Exalta                      | 85.5   |
| 2   | Império da Cidade Nova | Manôa, Manaus, Manaós - Ontem, Hoje, Sempre                                  | 84.5   |
| 3   | Legião de Bambas       | Gaôwa - A Fabulosa Jornada do Amazônida através das Eras - Um conto de Manôa | 82.5   |
| 4   | Império do Mauá        | Japurá, Refúgio de Guerreiros, Terra de Bravos!                              | 78.6   |

|  |                                                                                    |
|  | Campeã do Grupo B do Carnaval 2011 e classificada para o Grupo de Acesso B em 2012 |
|  | Classificada para o Grupo de Acesso C em 2012                                      |